# Erker

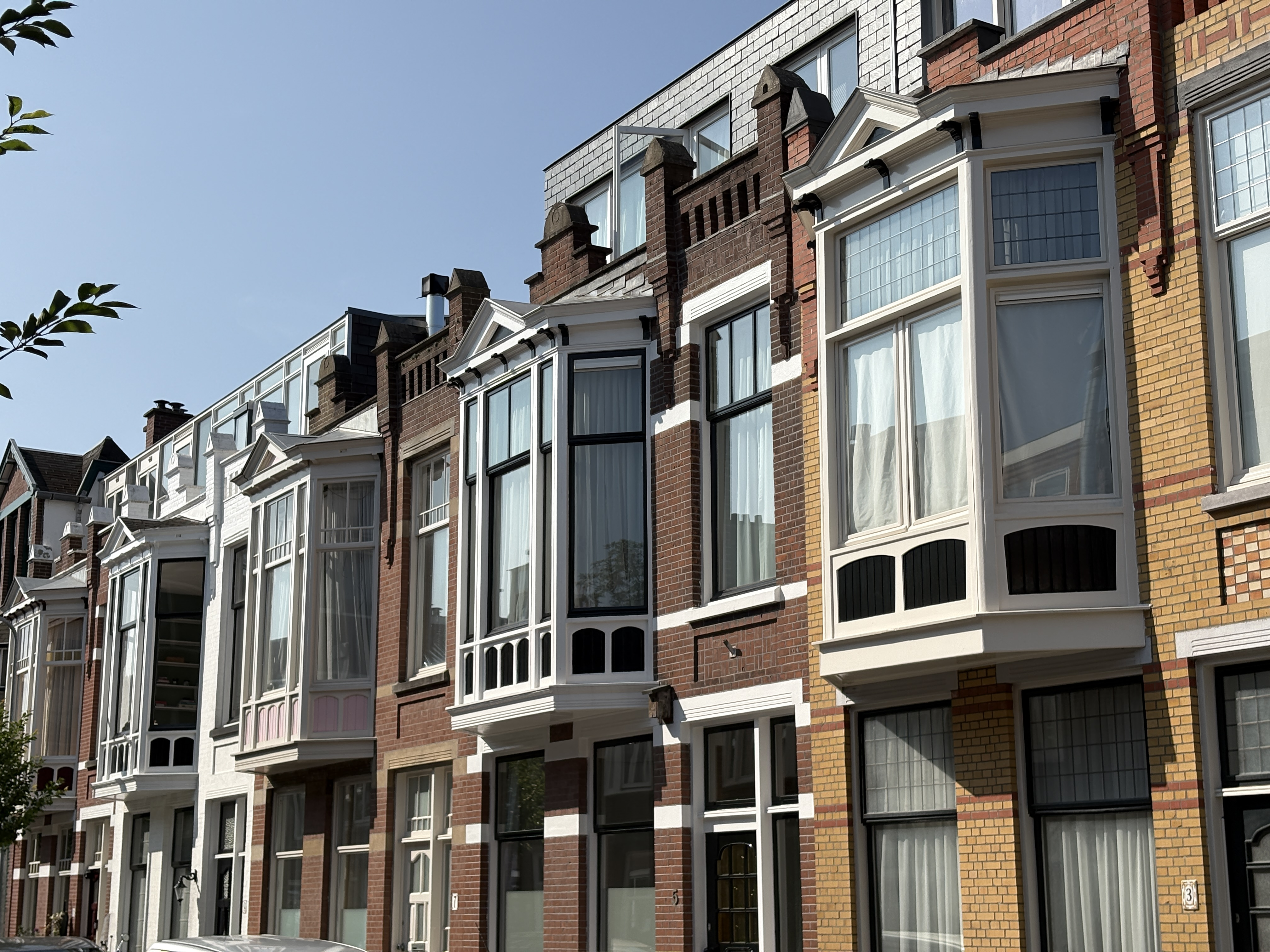
Hangende erkers in Den Haag

Een erker is een ruimte, in plattegrond trapeziumvormig, rechthoekig of halfrond, als uitbreiding van een ruimte of ander vertrek in een gebouw, die buiten de gevel uitsteekt en in open verbinding staat met het bedoelde vertrek. Indien de erker niet op de begane grond staat spreekt men van een hangende erker, een venstererker, of "arkel". 

## Architectuur
De buitenzijde, langs de gevelkant, wordt begrensd door kozijnen. Bij een erker ligt de vloer meestal op gelijke hoogte met die van het vertrek waar de erker bij hoort. Een erker kan zich over meerdere verdiepingen uitstrekken. Bij hangende erkers wordt de onderzijde van de erker veelal versierd door de architect met ornamenten, uit natuursteen, keramiek en faience.

## Erkers in België

### Art Nouveau

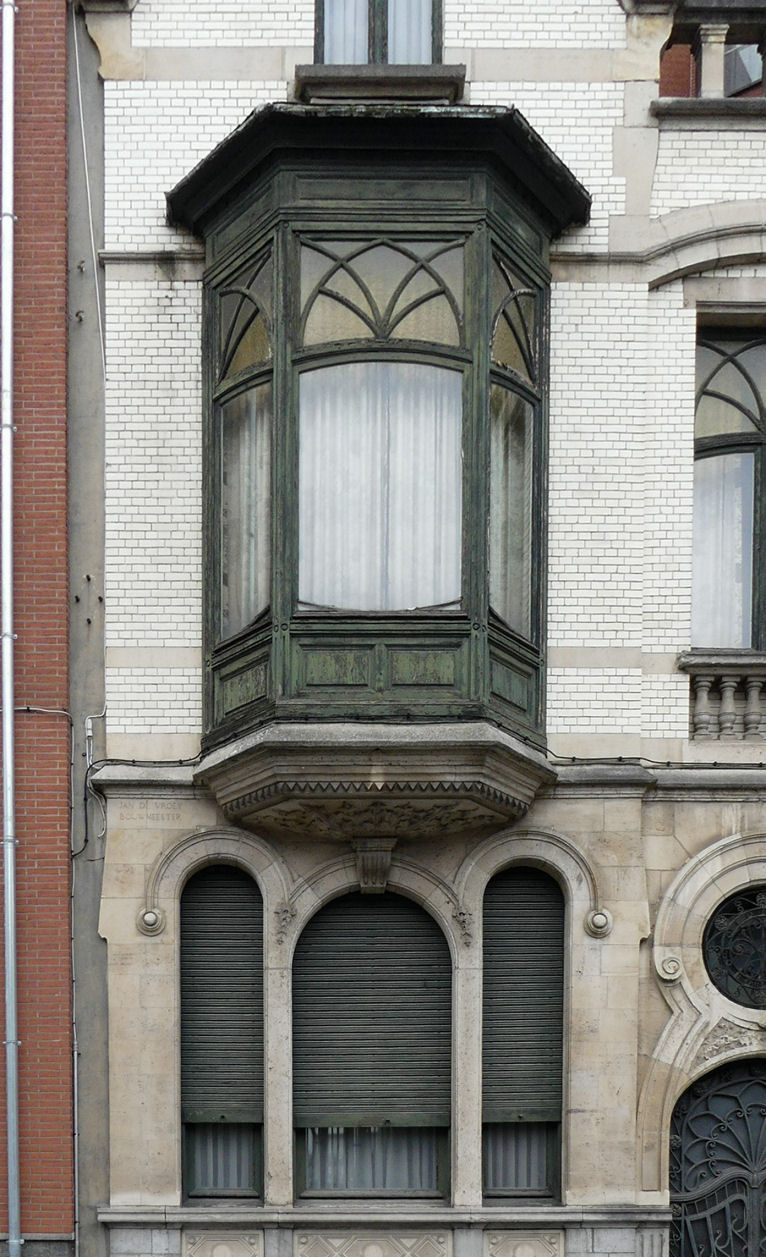
Berchem
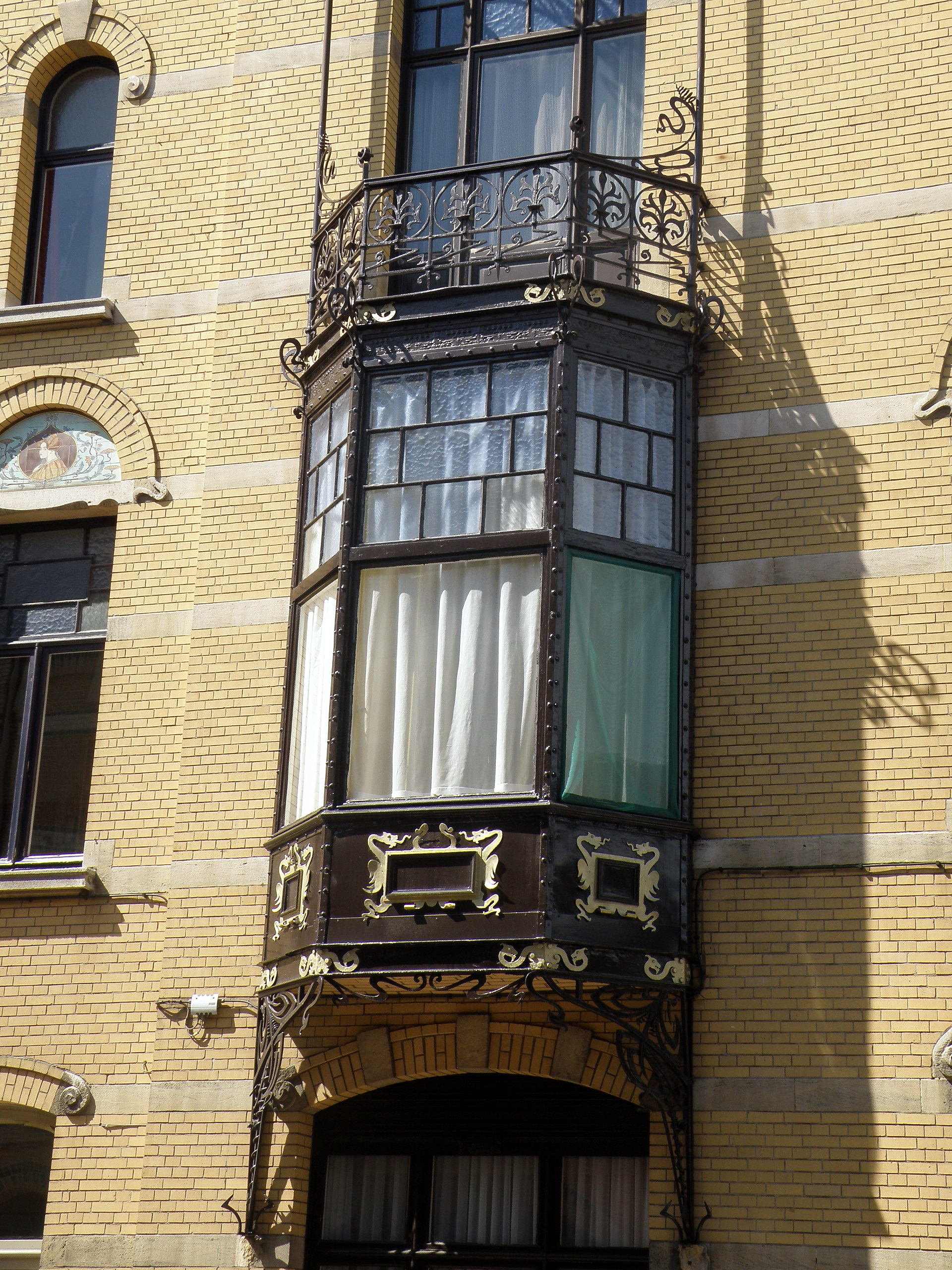
Zurenborg, Antwerpen.
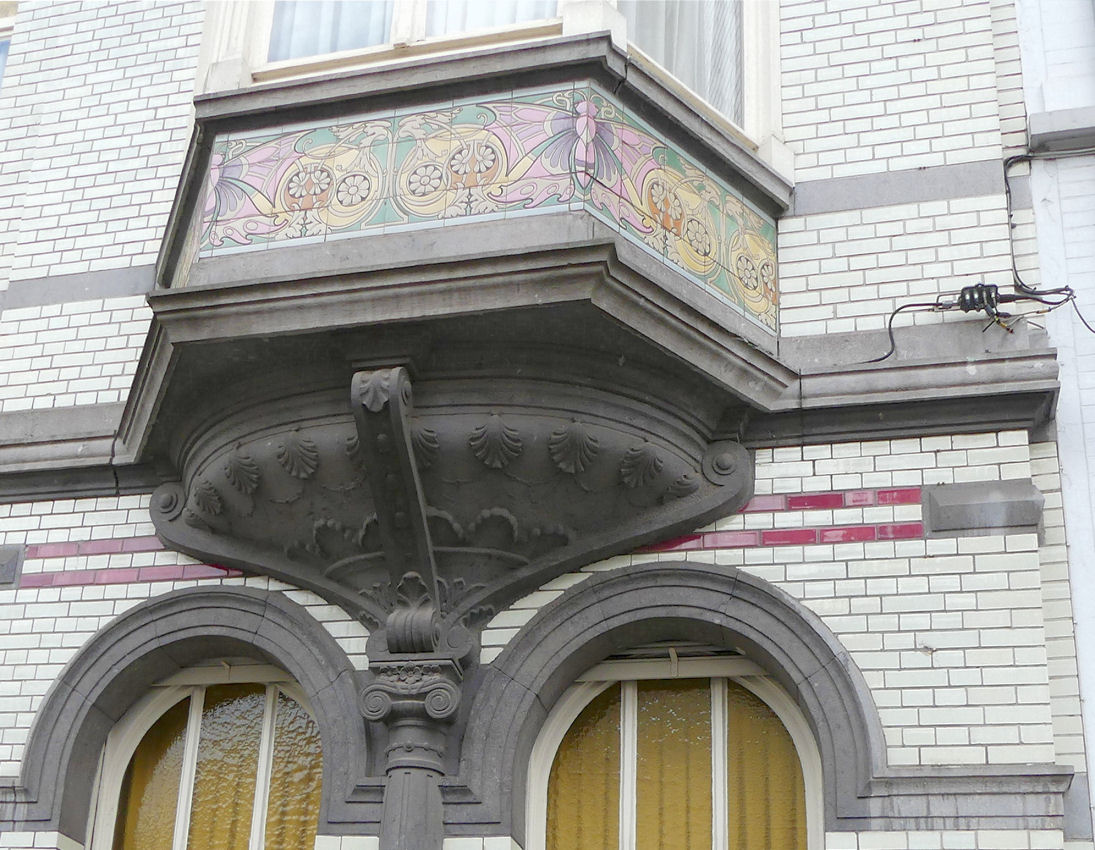
Gent: erker in art-nouveaustijl met faïence.
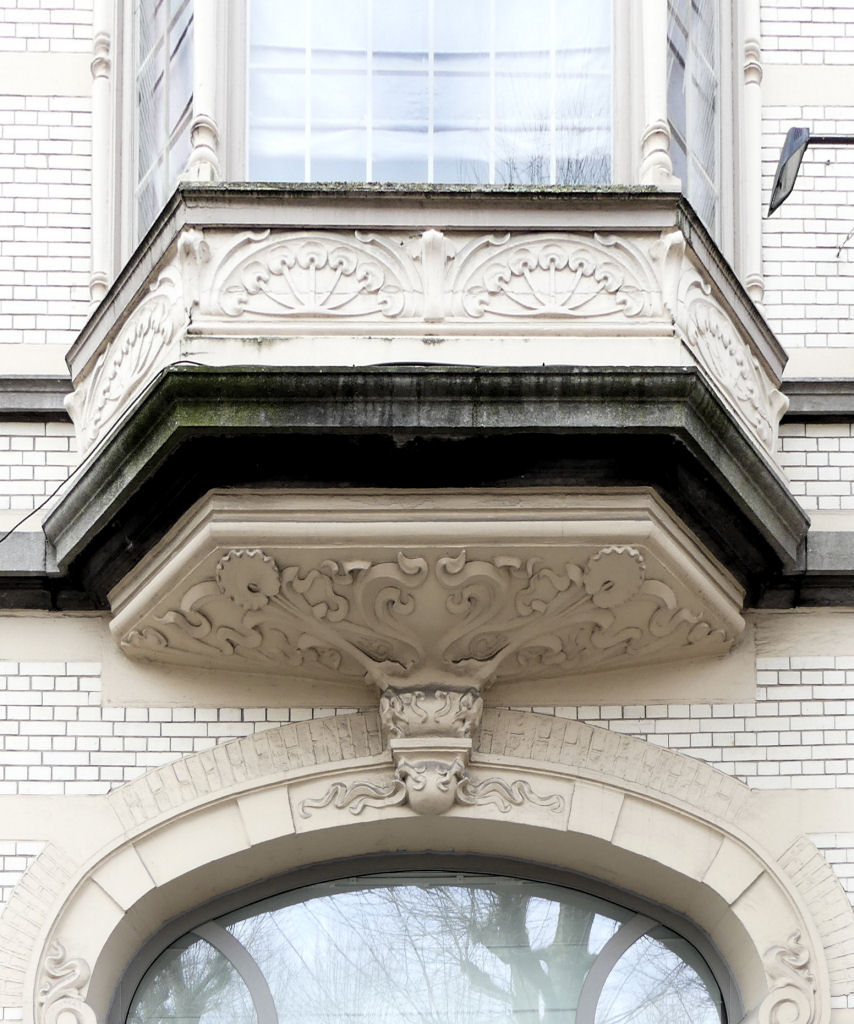
Sint-Niklaas, ontwerp van August Waterschoot.
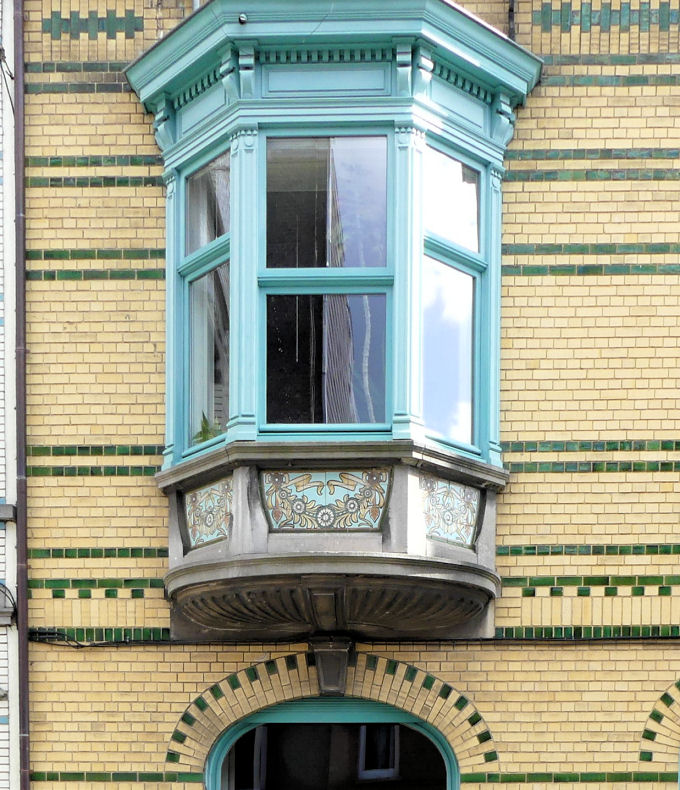
Gent, Meersstraat

### Art Deco

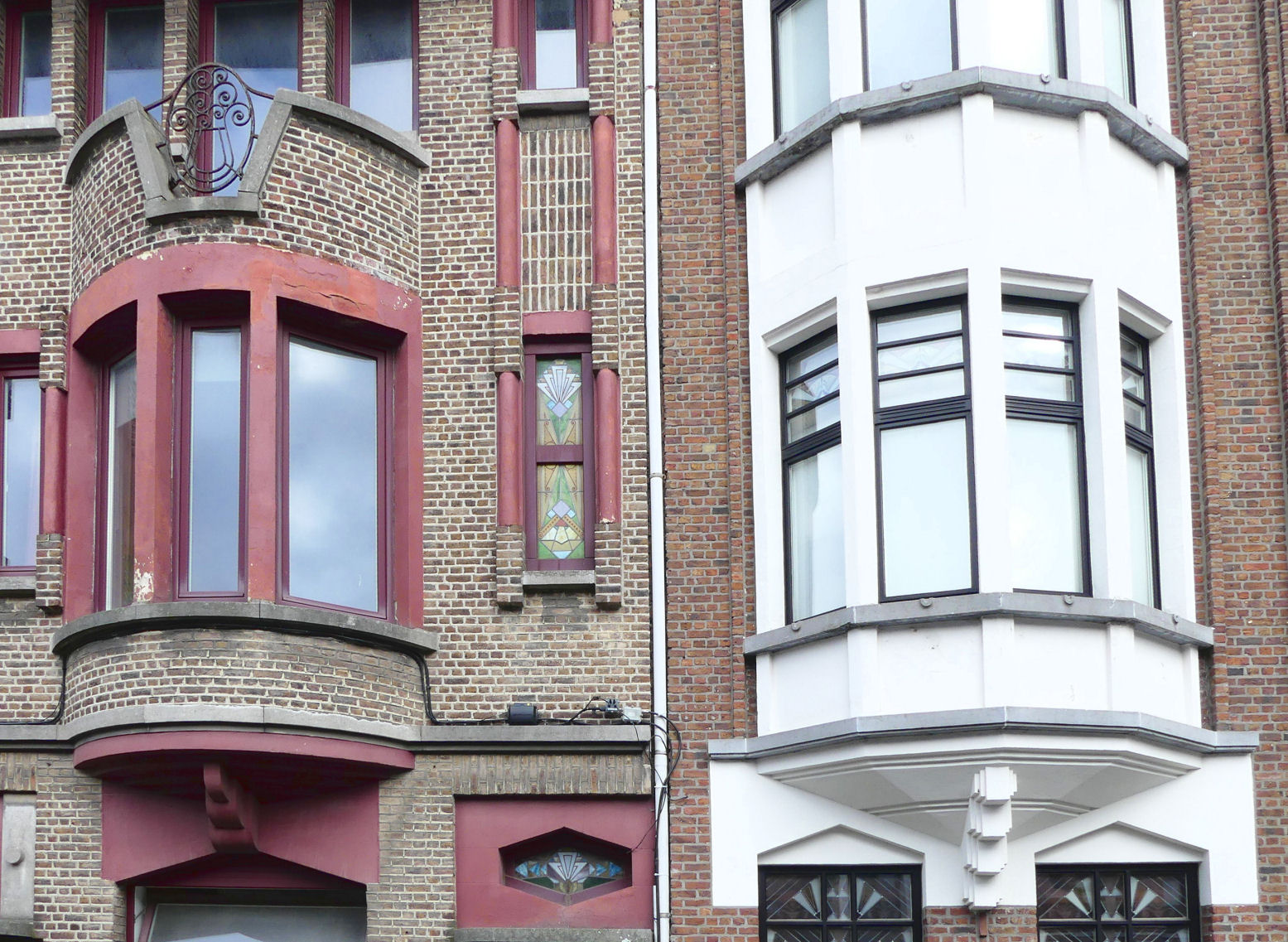
Sint-Niklaas
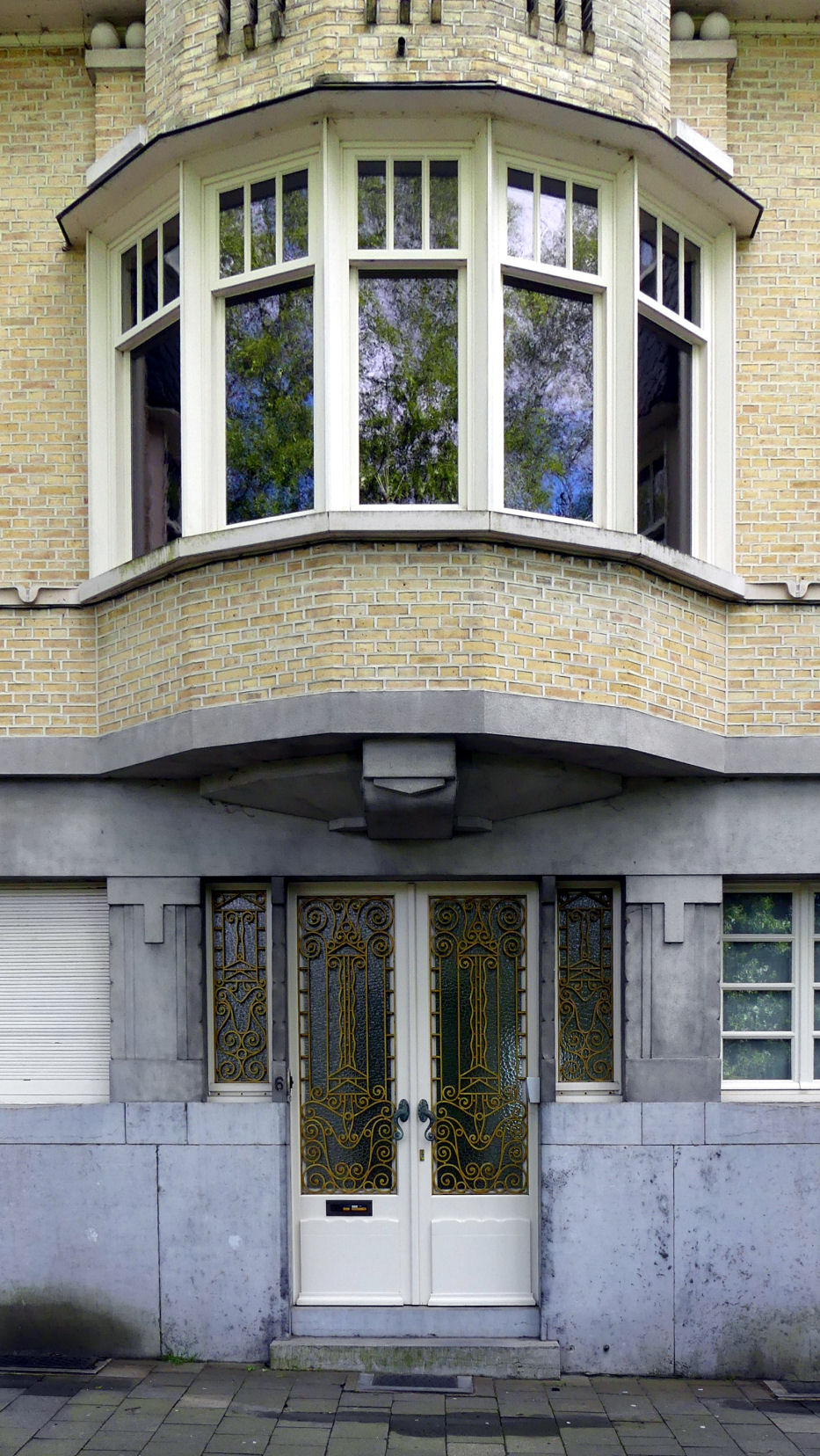
Gent, Gordunakaai door Geo Henderick
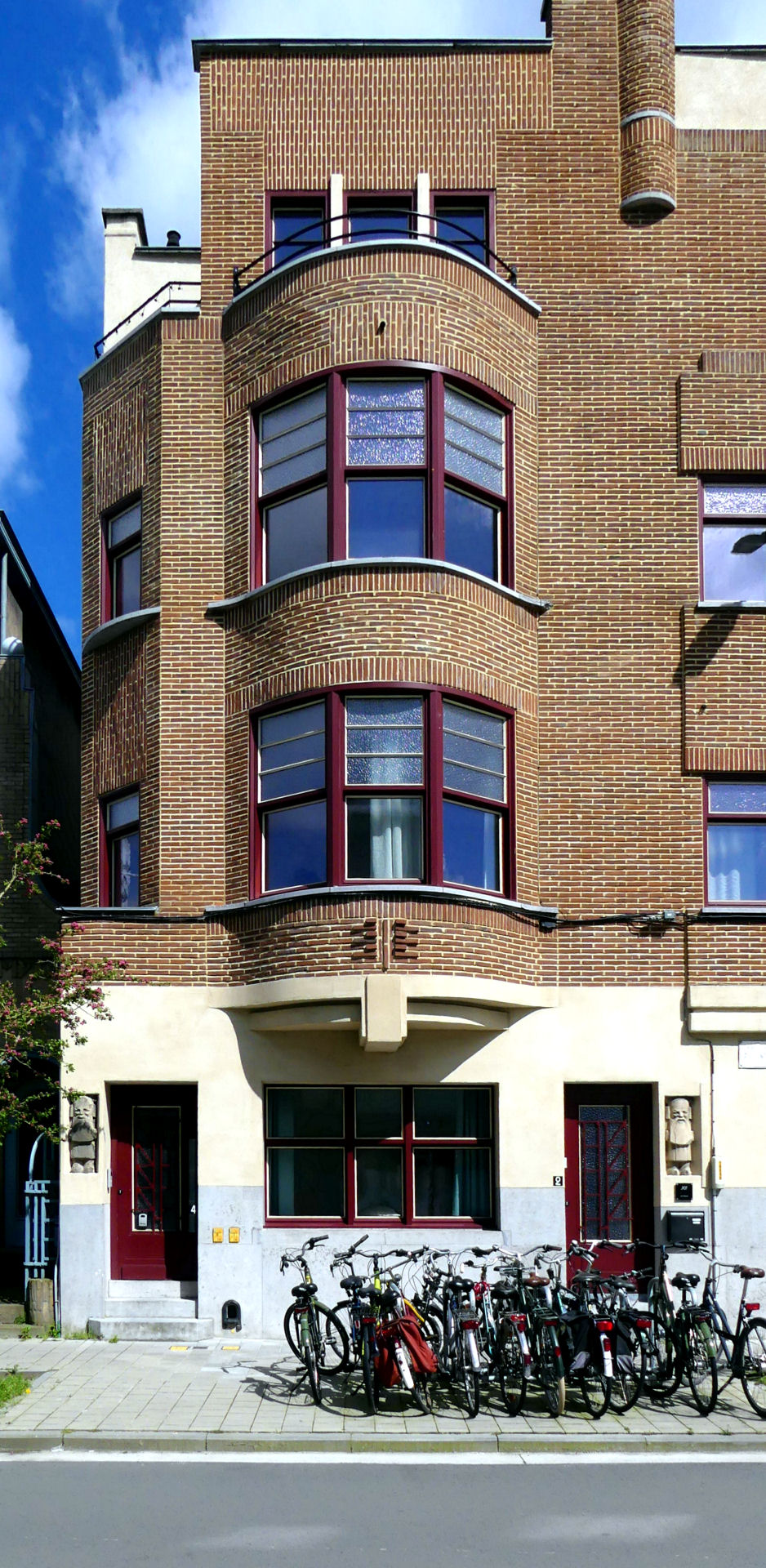
Gent
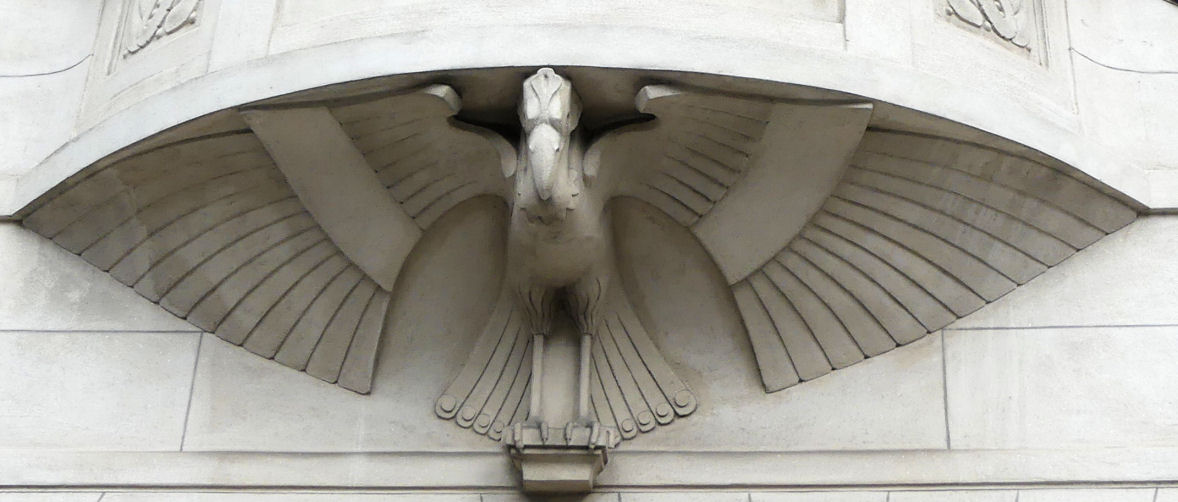
Gent, prinses Clementinalaan - stenen vogel

### Neogotiek

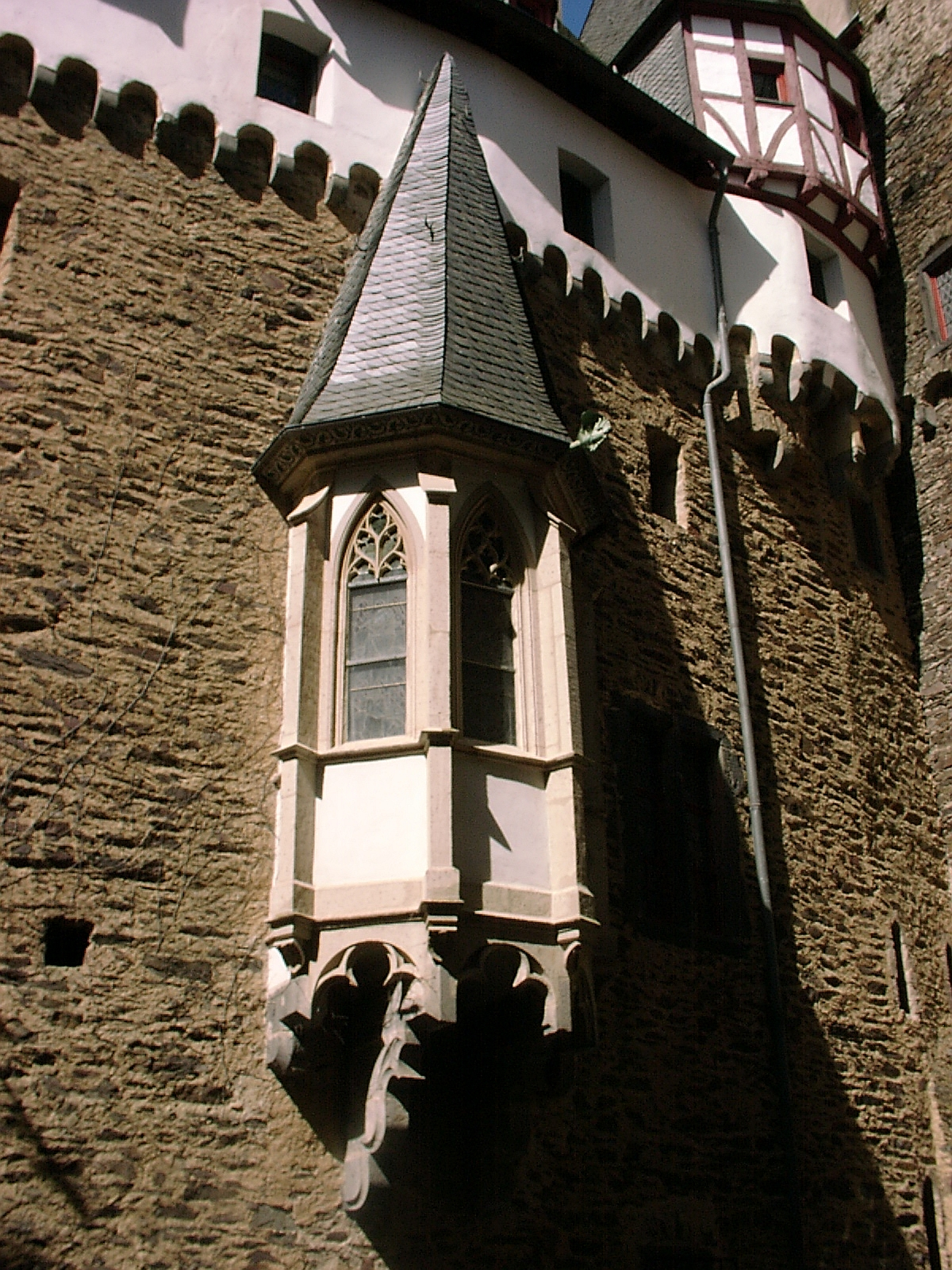
Neogotische erker
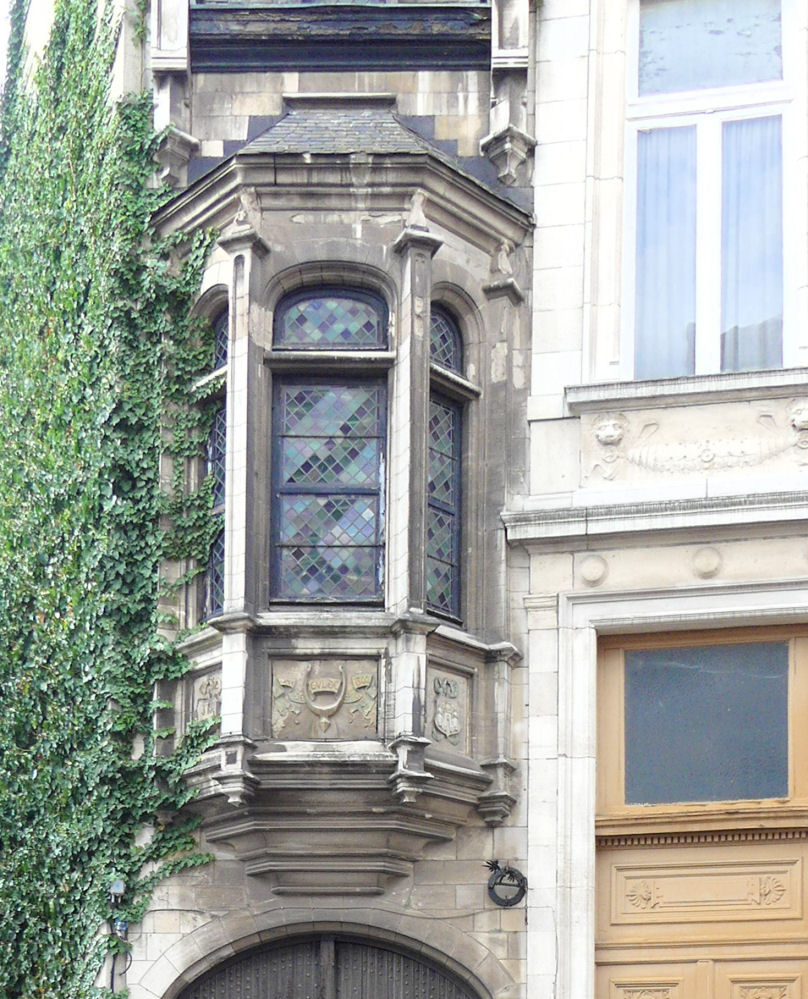
Antwerpen
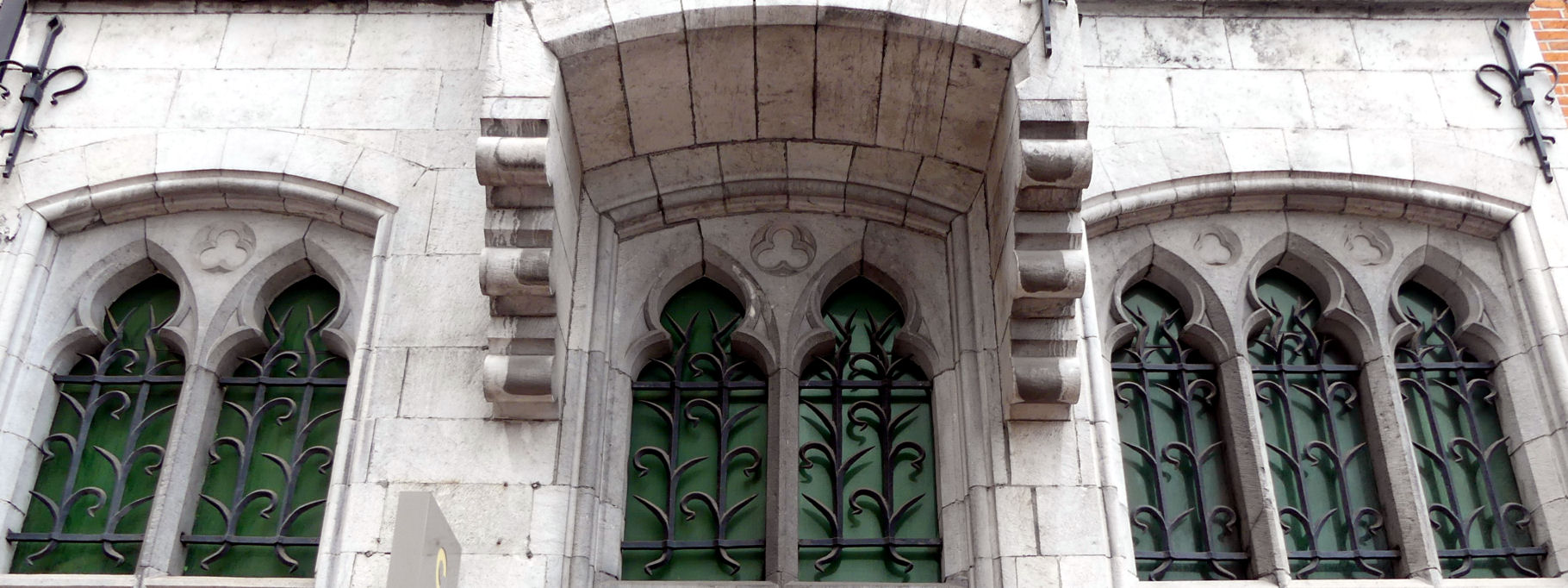
Sint-Niklaas, Bank van Waes
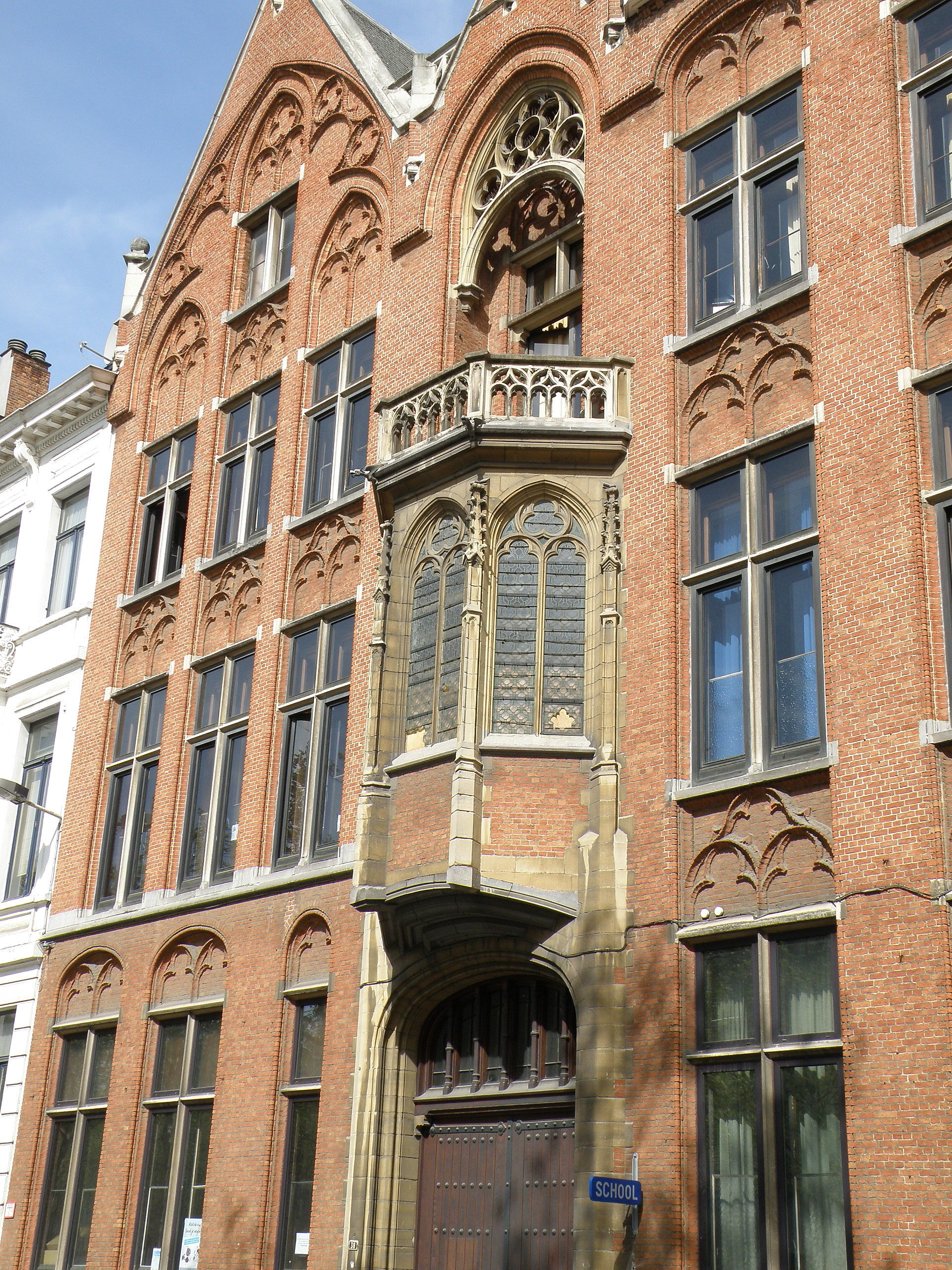
Antwerpen, Instituut Onze-Lieve-Vrouw

### Neorococo

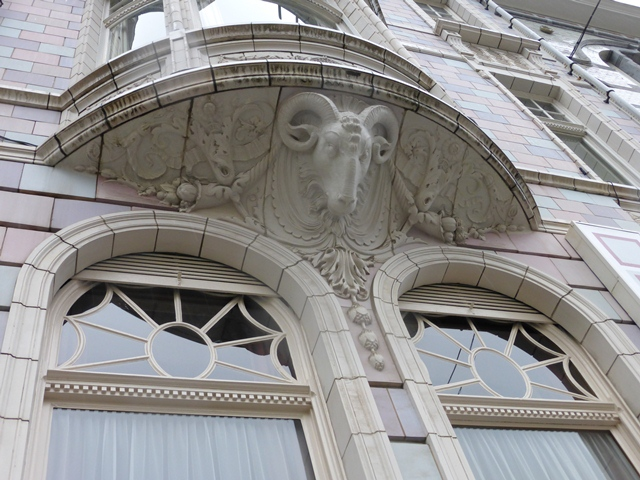
Gent, Erker met ramskop.
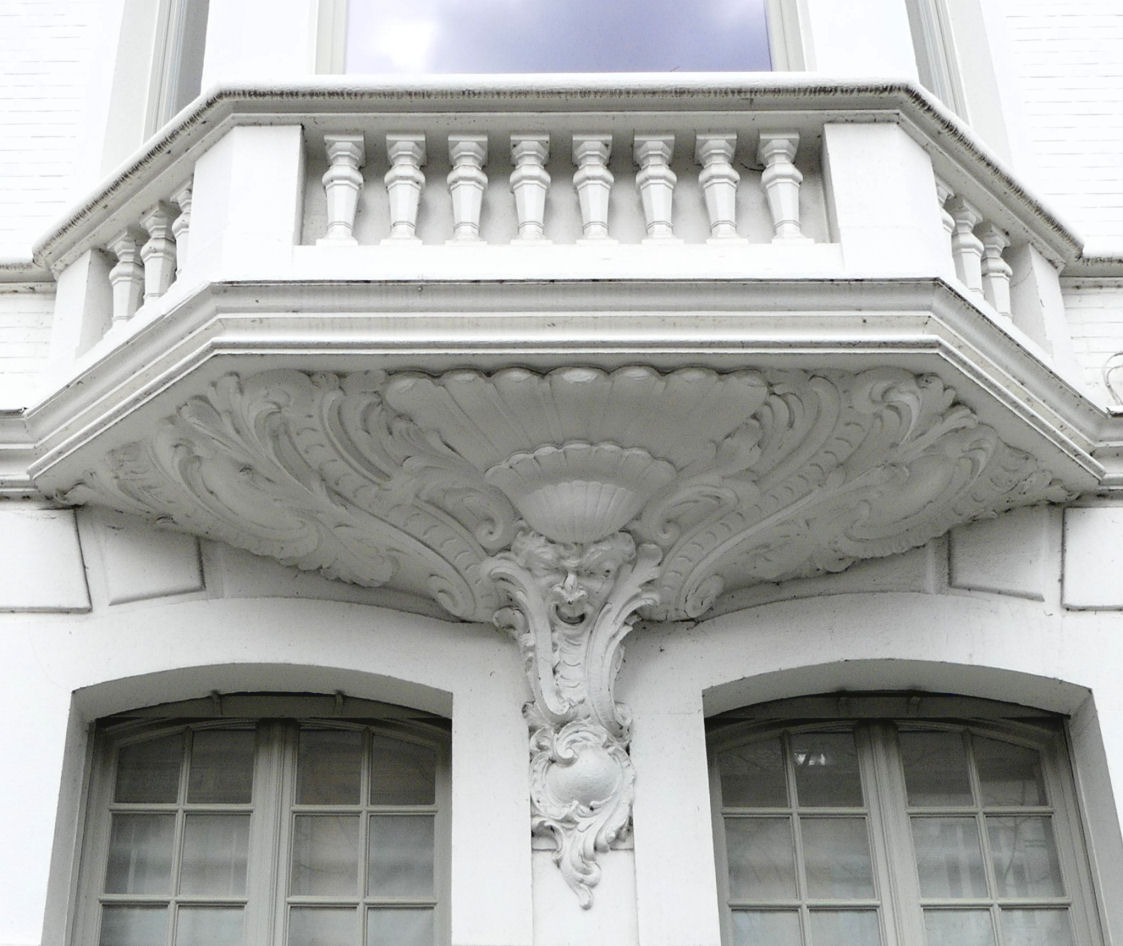
Gent
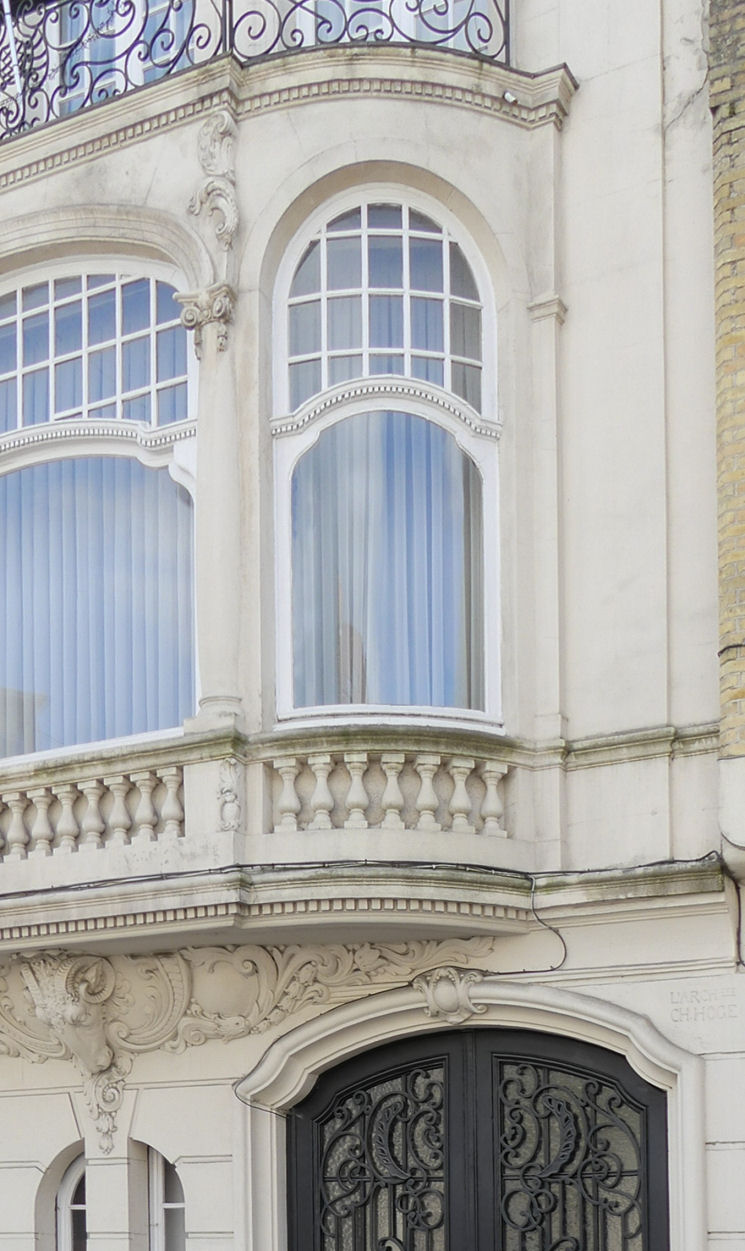
Ontwerp door Charles Hoge.
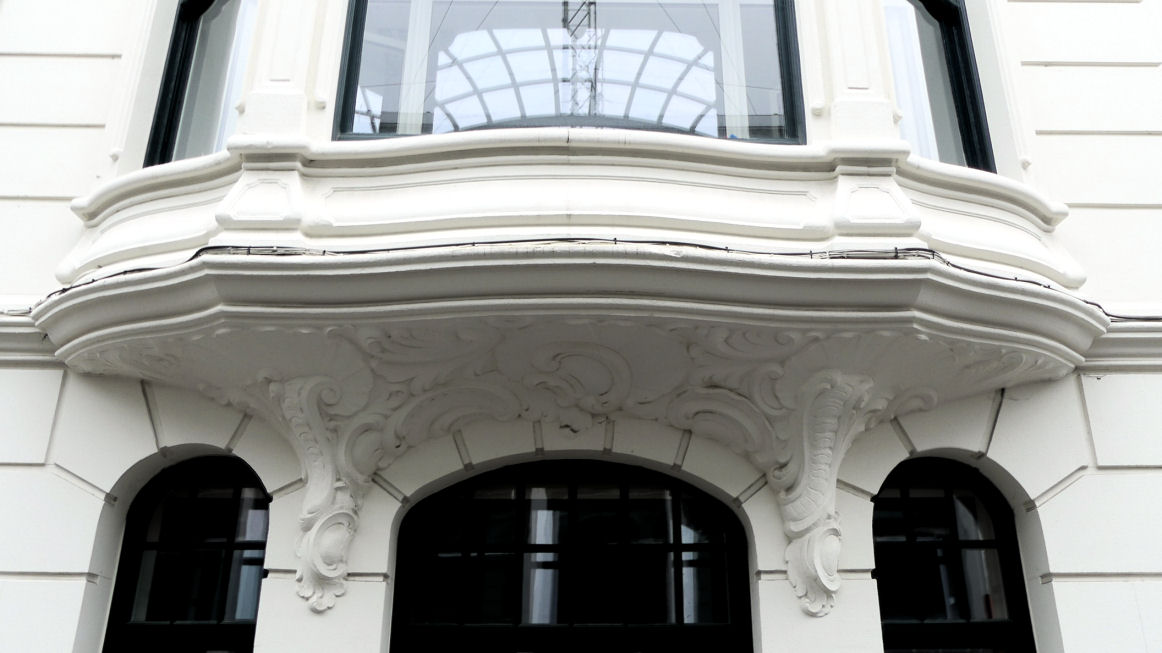

### Andere

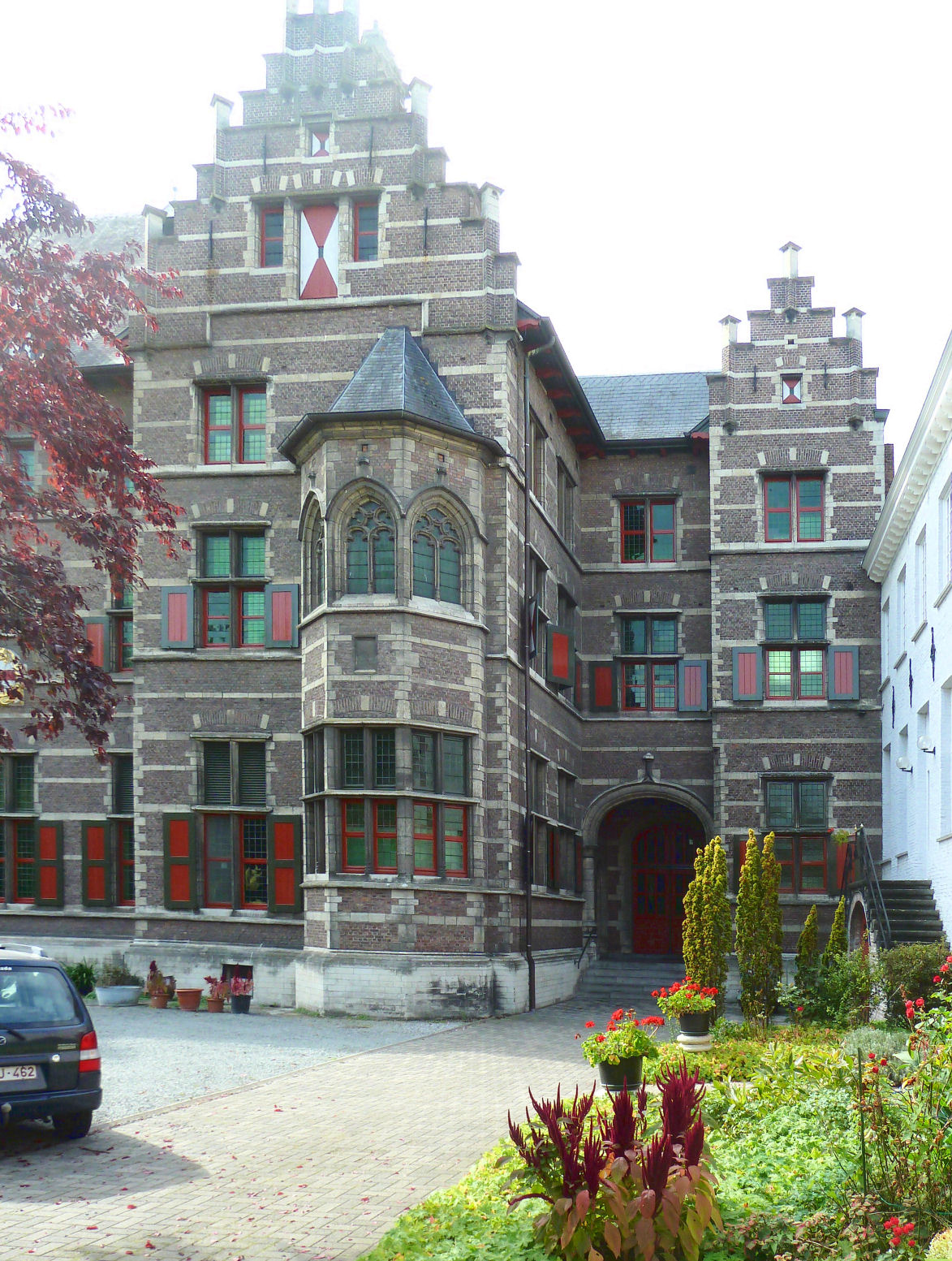
Abdij te Dendermonde.
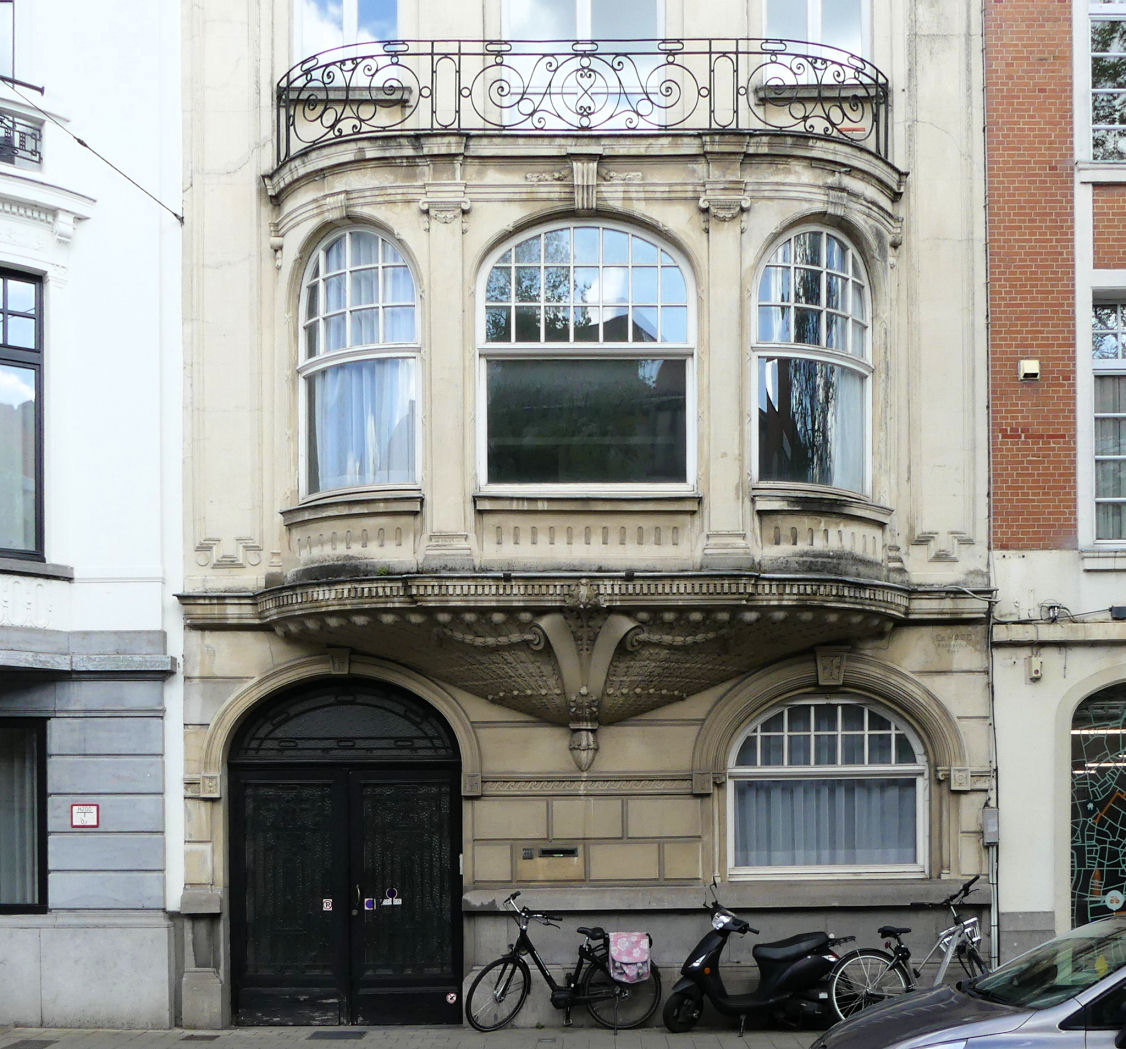
Ontwerp van Charles Hoge
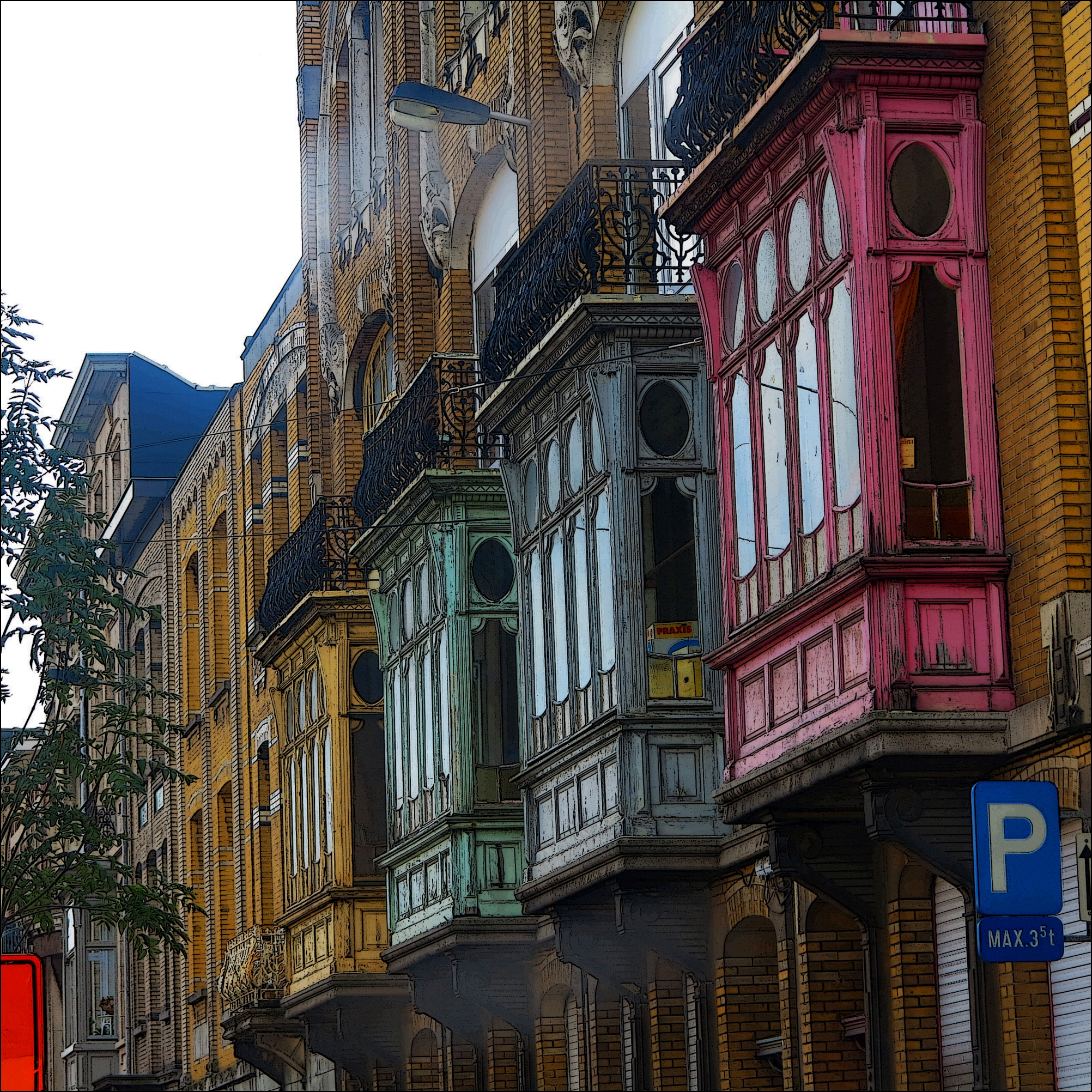
Borgerhout